# La Vierge à l'Enfant avec donatrice et Marie Madeleine
La Vierge à l'Enfant avec donatrice et Marie Madeleine est un tableau du Maître de la vue de Sainte-Gudule peint durant le dernier quart du XVe siècle en Belgique. Il représente la Vierge à l'Enfant avec une donatrice et Marie Madeleine dans un décor qui fait penser à La Vierge du chancelier Rolin de Jan van Eyck.

## Description
Le tableau est une peinture à l'huile sur bois peint probablement aux alentours de 1475. Avec un encadrement, les dimensions sont de 78,6 × 72,2 cm et, sans, de 56,8 × 50,1 cm.
Il est divisé en trois plans distincts se succédant avec la scène principale au premier plan. C'est dans cet espace sacré que l'on retrouve les protagonistes donnant le nom à l'œuvre, la Vierge à l'Enfant, la donatrice et Marie Madeleine. La Vierge à l'Enfant, en noire, est située dans la partie gauche de la peinture tandis que l'Enfant crée un lien avec le rosaire. De l'autre côté, à droite, on a la donatrice qui est agenouillée tenant, tout comme l'Enfant, le rosaire. Sainte Marie Madeleine, la sainte patronne de la donatrice, se tient debout, vêtue de rouge.
Le second plan représente des jardins en plates-bandes s'élançant vers un muret donnant une vue sur un cours d'eau, possiblement la Meuse, au troisième plan.
Ce tableau est un héritage direct du peintre flamand Jan van Eyck et du tableau La Vierge du chancelier Rolin.

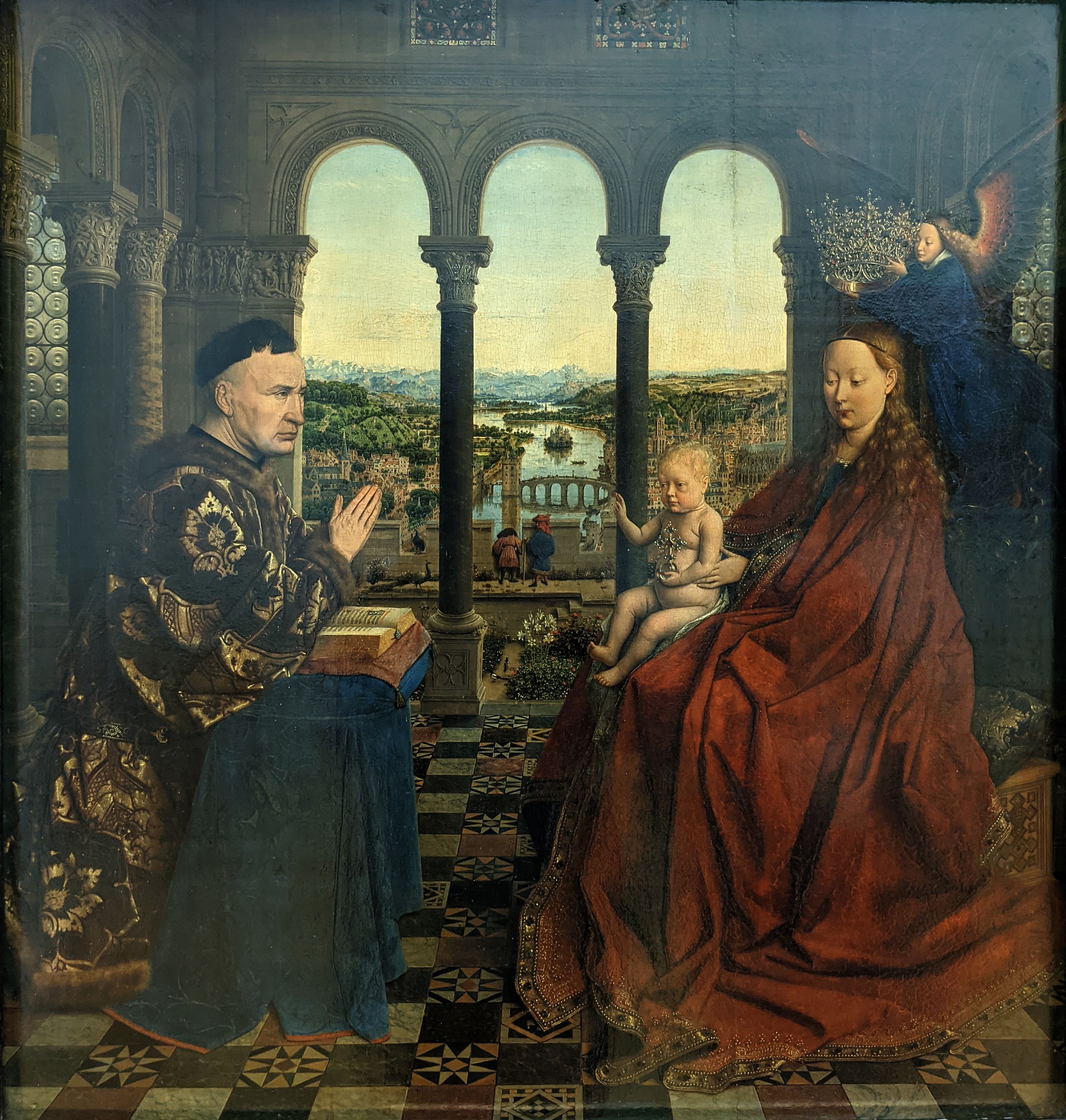
La Vierge du chancelier Rolin de Jan van Eyck.

### Iconographie
Trois éléments représentent l'iconographie chrétienne, la Vierge assise, l'Enfant et Marie-Madeleine. La Vierge à l'Enfant, appelé également Madone, est un thème récurrent de la peinture religieuse. Il s'agit du thème le plus représenté dans l'art chrétien alors qu'il n'est pas représenté dans la bible. La Vierge à l'Enfant représentée ici ne respecte pas les codes de son époque ; en effet, il est admis que la Vierge trônant avec l'Enfant sur ses genoux est une thématique du XIe au XIIIe siècle tandis que dans l'art gothique (auquel appartient de tableau), l'Enfant perd sa centralisation dans l'œuvre mais ici, c'est le contraire ; l'Enfant se démarque des habits noirs portés par la Vierge et la donatrice et crée le lien entre ces deux personnages.
Quant à Marie Madeleine, il s'agit de Marie de Magdala, soit une des disciples de Jésus. De nouveau, comme pour la Vierge à l'Enfant, le Maître brise les codes de l'époque qui représentait alors une Marie Madeleine dénudée aux cheveux longs et dénoués. Dans le tableau, c'est tout le contraire ; elle est vêtue d'un habit rouge recouvrant tout son corps et d'un voile recouvrant ses cheveux absents de la peinture.